# Popis registracijskih oznaka za plovila u Italiji
Popis registracijskih oznaka za plovila u Italiji
U Italiji postoje dvije vrste lučkih ispostava:
1. Capitaneria di Porto (slovne oznake)
2. Ufficio Locale Marittimo (broj uz slovnu oznaku)
Neke lokalne ispostave nisu u funkciji pa zato nisu ovdje navedene.

## Jadransko i Jonsko more
| Lučka ispostava                              | Kratica |
| -------------------------------------------- | ------- |
| Ancona                                       | AN      |
| Senigallia (Ancona)                          | 2AN     |
| Civitanova Marche (Ancona)                   | 7AN     |
| Numana (Ancona)                              | 9AN     |
| Bari (Jadransko more)                        | BA      |
| Mola di Bari                                 | 5BA     |
| Barletta                                     | BL      |
| Trani (Barletta)                             | 1BL     |
| Margherita di Savoia (Barletta)              | 2BL     |
| Bisceglie (Barletta)                         | 4BL     |
| Brindisi (Jadransko more)                    | BR      |
| Monopoli                                     | 1BR     |
| Chioggia (Jadransko more)                    | CI      |
| Porto Levante (Chioggia)                     | 2CI     |
| Gallipoli (Jonsko more)                      | GL      |
| Castro Marina (Jonsko more)                  | 1GL     |
| Tricase (Jonsko more)                        | 2GL     |
| Torre Cesarea (Jonsko more)                  | 3GL     |
| Torre San Giovanni Ugento (Jonsko more)      | 4GL     |
| Santa Maria di Leuca (Jonsko more)           | 5GL     |
| Otranto (Otrantska vrata)                    | 6GL     |
| San Cataldo (Jadransko more)                 | 7GL     |
| Manfredonia (Jadransko more)                 | MF      |
| Rodi Garganico (Manfredonia)                 | 1MF     |
| Vieste (Manfredonia)                         | 3MF     |
| Lesina (Manfredonia)                         | 4MF     |
| Molfetta (Jadransko more)                    | ML      |
| Giovinazzo (Molfetta)                        | 3ML     |
| Trst (Tršćanski zaljev)                      | TS      |
| Monfalcone (Tršćanski zaljev)                | MN      |
| Grado (Monfalcone)                           | 1MN     |
| Porto Nogaro (Monfalcone)                    | 2MN     |
| Marano Lagunare (Monfalcone)                 | 3MN     |
| Lignano Sabbiadoro (Monfalcone)              | 4MN     |
| Ortona (Jadransko more)                      | OR      |
| Vasto (Ortona)                               | 3OR     |
| Pesaro (Jadransko more)                      | PS      |
| Fano (Pesaro)                                | 1PS     |
| Marotta (Pesaro)                             | 2PS     |
| Gabicce Mare (Pesaro)                        | 3PS     |
| Pescara (Jadransko more)                     | PC      |
| Giulianova (Pescara)                         | 4PC     |
| Silvi Marina (Pescara)                       | 6PC     |
| Roseto degli Abruzzi (Pescara)               | 7PC     |
| Tortoreto (Pescara)                          | 8PC     |
| Martinsicuro (Pescara)                       | 9PC     |
| Ravenna (Jadransko more)                     | RA      |
| Porto Garibaldi (Ravenna)                    | 1RA     |
| Cervia (Ravenna)                             | 2RA     |
| Goro (Ravenna)                               | 5RA     |
| Rimini (Jadransko more)                      | RM      |
| Cattolica (Rimini)                           | 3RM     |
| Cesenatico (Rimini)                          | 4RM     |
| Riccione (Rimini)                            | 7RM     |
| Bellaria (Rimini)                            | 8RM     |
| San Benedetto del Tronto (Jadransko more)    | SB      |
| Cupra (San Benedetto del Tronto)             | 2SB     |
| Porto San Giorgio (San Benedetto del Tronto) | 4SB     |
| Termoli (Jadransko more)                     | TM      |
| Venecija                                     | VE      |
| Caorle                                       | 3VE     |
| Jesolo                                       | 4VE     |

## Ligursko more
GE Genova
2GE Santa Margherita Ligure
3GE Camogli
4GE Chiavari
5GE Sestri Levante
7GE Arenzano
15GE Portofino
16GE Rapallo
17GE Lavagna
18GE Riva Trigoso
IM Imperia
1IM Sanremo
2IM Ventimiglia
3IM Diano Marina
SP La Spezia
4SP Levanto
8SP Portovenere
11SP Lerici
MC Marina di Carrara
SV Savona
1SV Alassio
2SV Varazzo
4SV Loano
VG Viareggio
3VG Forte dei Marmi

## Jadransko more
| Lučka ispostava           | Kratica |
| ------------------------- | ------- |
| Ancona                    | AN      |
| Livorno                   | LI      |
| Piombino                  | 1LI     |
| Porto Santo Stefano       | 2LI     |
| Follonica                 | 3LI     |
| Marina di Pisa            | 4LI     |
| Torre di Vada             | 5LI     |
| Cecina                    | 6LI     |
| Porto Ercole              | 8LI     |
| otok Giglio               | 9LI     |
| Castiglioncello           | 11LI    |
| Castiglione della Pescaia | 12LI    |
| Talamone                  | 14LI    |
| Orbetello                 | 15LI    |
| otok Capraia              | 16LI    |

## Tirensko more
CA Cagliari (Sardegna)
1CA Carloforte (otočić kod Sardinije)
2CA Sant'Antioco (otočić kod Sardinije)
4CA Portoscuso (Sardegna)
5CA Arbatax (Sardegna)
LM La Maddalena (otočić kod Sardinije)
2LM Palau (Sardegna)
OL Olbia (Sardegna)
3OL Siniscola (Sardegna)
4OL Golfo Aranci (Sardegna
6OL Porto Cervo (Sardegna)
OS OS Oristano (Sardegna)
1OS Bosa (Sardegna)
PT Porto Torres (Sardegna)
1PT Alghero (Sardegna)
2PT Castelsardo (Sardegna)
4PT Porto Conte (Rada di Alghero)
CV Civitavecchia
1CV Santa Marinella
GA Gaeta Latina
1GA Formia
2GA Ponza
3GA Ventotene
4GA Terracina
5GA San Felice Circeo
6GA Sperlonga
GT Gioia Tauro
MV Mazara del Vallo (Sicilia)
MZ Milazzo (Sicilia)
1MZ Lipari Isola (otočić kod Sicilije)
5MZ Santo Stefano di Camastra (Sicilia)
6MZ Sant'Agata di Militello (Sicilia)
Palermo (Sicilia)
1PA Termini Imerese (Sicilia)
5PA Mondello (Sicilia)
7PA Porticello (Sicilia)
9PA Cefalù (Sicilia)
10PA Pantelleria (Sicilia)
TP Trapani (Sicilia)
3TP Marsala (Sicilia)
4TP Favignana Isola (otočić kod Sicilije)
5TP Marettimo Isola (otočić kod Sicilije)
PF Portoferraio (Isola d'Elba)
2PF Marciana Marina (Isola d'Elba)
4PF Porto Azzurro (Isola d'Elba)
5PF Rio Marina (Isola d'Elba)
RC Reggio Calabria (Tirensko more)
1RC Villa San Giovanni (Tirensko more)
5RC Bagnara Calabra (Tirensko more)
10RC Rocella Jonica (Jonsko more)
ROMA Roma Fiumicino (Tirensko more)
1ROMA Anzio (Tirensko more)
4ROMA Fregene (Tirensko more)
5ROMA Torvaianica (Tirensko more)
SA Salerno (Tirensko more)
1SA Amalfi
2SA Positano
3SA Maiori
4SA Cetara
6SA Agropoli
7SA Santa Maria Castellabate
9SA Acciaroli
10SA Marina di Pisciotta
12SA Marina di Camerota
13SA Scario
15SA Sapri
16SA Palinuro
VM Vibo Valentia Marina
1VM Pizzo Calabro
2VM Maratea
3VM Praia a Mare
4VM Diamante
6VM Cetraro
7VM Paola

## Napuljski zaljev
NA Napoli
1NA Ischia Isola
2NA Pozzuoli
3NA Procida
4NA Baia
5NA Capri Isola
6NA Casamicciola
7NA Forio (Iscia)
10NA Torregaveta
11NA Castel Volturno
12NA Lacco Ameno
13NA Sorrento
CS Castellamare di Stabia
1CS Torre Annunziata
2CS Meta Sorrento
5CS Piano di Sorrento
6CS Massalubrense
TG Torre del Greco
1TG Portici

## Jonsko more
SR Siracusa (Sicilia)
3SR Portopalo di Capo Passero (Sicilia)
AU Augusta (Sicilia)
CT Catania (Sicilia)
1CT Riposto (Sicilia)
4CT Acireale (Sicilia)
PE Porto Empedocle (Sicilia)
1PE Licata (Sicilia)
3PE Sciacca (Sicilia)
PO Pozzallo (Sicilia)
1PO Scoglitti (Siclia)
CC Corigliano Calabro
3CC Cariati
6CC Trebisacce
CR Crotone
1CR Catanzaro
2CR Cirò Marina
8CR Soverato
ME Messina
14ME Giardini Naxos
TA Taranto
1TA Policoro
2TA Maruggio